# Sian Reese-Williams
Sian Reese-Williams, född 18 november 1981 i Amman Valley, Wales, är en brittisk skådespelare.
Reese-Williams har bland annat medverkat i filmen The Beautiful Game. Hon har även medverkat i TV-serierna Requiem och Wolf.

## Filmografi (i urval)
- 2018 – Requiem (TV-serie)
- 2023 – Wolf (TV-serie)
- 2024 – The Beautiful Game